# Cimarron (album)
| Recensione                        | Giudizio   |
| --------------------------------- | ---------- |
| AllMusic                          | [ 1 ]      |
| The New Rolling Stone Album Guide | [ 2 ]      |
| Sputnikmusic                      | 3.0 (Good) |
| Dizionario del Pop-Rock           | [ 4 ]      |
| 24.000 dischi                     | [ 5 ]      |

Cimarron è un album discografico in studio della cantante statunitense Emmylou Harris, pubblicato dalla casa discografica Warner Bros. Records nel novembre del 1981.

## Tracce
Lato A
1. Rose of Cimarron – 4:18 (Rusty Young)
2. Spanish Is a Loving Tongue – 3:15 (Tradizionale, arrangiamento di Brian Ahern)
3. If I Needed You (con Don Williams) – 3:32 (Townes Van Zandt)
4. Another Lonesome Morning – 3:00 (Clinton Codack, Wendy Special)
5. The Last Cheater's Waltz – 5:33 (Sonny Throckmorton)

Lato B
1. Born to Run – 3:40 (Paul Kennerley)
2. The Price You Pay – 4:35 (Bruce Springsteen)
3. Son of a Rotten Gambler – 4:12 (Chip Taylor)
4. Tennessee Waltz – 2:26 (Redd Stewart, Pee Wee King)
5. Tennessee Rose – 4:25 (Karen Brooks, Hank DeVito)

Edizione CD del 2000, pubblicato dalla Eminent Records (EM-25030-2)
1. Rose of Cimarron – 4:20 (Rusty Young)
2. Spanish Is a Loving Tongue – 3:19 (Tradizionale, arrangiamento di Brian Ahern)
3. If I Needed You – 3:36 (Townes Van Zandt)
4. Another Lonesome Morning – 3:03 (Clinton Codack Adcock, Wendy Special Thatcher)
5. The Last Cheater's Waltz – 5:36 (Sonny Throckmorton)
6. Born to Run – 3:47 (Paul Kennerley)
7. The Price You Pay – 4:38 (Bruce Springsteen)
8. Son of a Rotten Gambler – 4:14 (Chip Taylor)
9. Tennessee Waltz – 2:29 (Redd Stewart, Pee Wee King)
10. Tennessee Rose – 5:03 (Karen Brooks, Hank DeVito)
11. Colors of Your Heart – 4:21 (Rodney Crowell) – Bonus Track - Registrato nel giugno 1978 al Enactron Truck, Los Angeles

## Musicisti
Rose of Cimarron
- Emmylou Harris - voce, chitarra acustica, armonie vocali
- Frank Reckard - chitarra solista
- Brian Ahern - chitarra acustica, basso a sei corde
- Hank DeVito - chitarra pedal steel
- Herb Pedersen - banjo, armonie vocali
- Tony Brown - pianoforte
- Emery Gordy - basso
- John Ware - batteria

Spanish Is a Loving Tongue
- Emmylou Harris - voce, chitarra acustica
- Frank Reckard - chitarra gut-string
- Albert Lee - mandolino
- Hank DeVito - chitarra pedal steel
- Tony Brown - pianoforte
- Mickey Raphael - armonica
- Emory Gordy - basso
- John Ware - batteria
- Fayssoux Starling - voce (duetto)

If I Needed You
- Emmylou Harris - voce, chitarra acustica
- David Kirby - chitarra acustica
- Barry Byrd Burton - chitarra acustica
- Wayne Goodwin - fiddle, mandolino
- Mickey Raphael - armonica
- Buddy Spicher - viola
- Charles Cochran - pianoforte elettrico
- Joe Allen - basso elettrico
- Kenny Malone - batteria, congas
- Don Williams - voce (duetto)

Another Lonesome Morning
- Emmylou Harris - voce, chitarra acustica
- James Burton - chitarra elettrica
- Hank DeVito - chitarra pedal steel
- Ricky Skaggs - banjo
- Glen D. Hardin - pianoforte elettrico, strumento ad arco
- Emory Gordy - basso
- John Ware - batteria
- Fayssoux Starling - armonie vocali

The Last Cheater's Waltz
- Emmylou Harris - voce
- Brian Ahern - chitarra acustica, basso (basso Ernie Ball)
- Rodney Crowell - chitarra acustica
- Hank DeVito - chitarra pedal steel
- Albert Lee - mandolino
- Ricky Skaggs - fiddles, armonie vocali
- Emory Gordy - basso elettrico
- John Ware - batteria
- Sharon White - armonie vocali
- Cheryl White Warren - armonie vocali

Born to Run
- Emmylou Harris - voce, chitarra acustica
- Frank Reckard - chitarra solista
- Barry Tashian - chitarra acustica, armonie vocali
- Steve Fishell - chitarra acustica hawaiana, percussioni
- Don Johnson - pianoforte elettrico
- Mike Bowden - basso
- John Ware - batteria
- Brian Ahern - percussioni
- Donivan Cowart - armonie vocali

The Price You Pay
- Emmylou Harris - voce, chitarra acustica
- Frank Reckard - chitarra elettrica
- Steve Fishell - chitarra pedal steel
- Barry Tashian - chitarra elettrica ritmica, armonie vocali
- Mike Bowden - basso
- John Ware - batteria

Son of a Rotten Gambler
- Emmylou Harris - voce, chitarra acustica, armonie vocali
- Barry Tashian - chitarra acustica
- Frank Reckard - chitarra elettrica
- Steve Fishell - chitarra pedal steel
- Wayne Goodwin - mandolino
- Don Johnson - pianoforte elettrico
- Mike Bowden - basso
- John Ware - batteria

Tennessee Waltz
- Emmylou Harris - voce, chitarra acustica, armonie vocali
- Paul Kennerley - chitarra acustica
- Wayne Goodwin - fiddles
- Glen D. Hardin - pianoforte
- Brian Ahern - basso (basso Ernie Ball)

Tennessee Rose
- Emmylou Harris - voce, chitarra acustica
- Frank Reckard - chitarra solista
- Rodney Crowell - chitarra acustica
- Brian Ahern - chitarra acustica, chitarra elettrica ritmica
- Hank DeVito - chitarra pedal steel
- Ricky Skaggs - fiddles, armonie vocali
- Tony Brown - pianoforte
- Mike Bowden - basso
- John Ware - batteria
- Sharon White - armonie vocali
- Cheryl White Warren - armonie vocali[9]

Note aggiuntive
- Brian Ahern - produttore (per la Happy Sack Productions)
- Brian Ahern, Garth Fundis e Don Williams - co-produttori (solo per il brano: If I Needed You, per la Happy Sack Productions)
- Registrazioni effettuate al The Enactron Truck ed al Magnolia Sound Studios di North Hollywood, California (Stati Uniti)
- Donivan Cowart, Stuart Taylor e Brian Ahern - ingegneri delle registrazioni
- Tim Ritchie - art direction
- Vanessa Hendricks - album package concept
- Olivier Ferrand - fotografia
- Ringraziamenti speciali a: Fanny Parrish, Bob Hunka e Eddie Tickner
- Quest'album è dedicato a John Ware[10]

## Classifica
Album
| Anno | Classifica         | Posizione raggiunta |
| ---- | ------------------ | ------------------- |
| 1982 | Top Country Albums | 6                   |

Singoli
| Anno | Titolo del brano | Classifica        | Posizione raggiunta |
| ---- | ---------------- | ----------------- | ------------------- |
| 1981 | If I Needed You  | Hot Country Songs | 3                   |
| 1982 | Tennessee Rose   | Hot Country Songs | 9                   |
| 1982 | Born to Run      | Hot Country Songs | 3                   |